# Ochthebius colchicus
Ochthebius colchicus är en skalbaggsart som beskrevs av Emile Janssens 1963. Ochthebius colchicus ingår i släktet Ochthebius och familjen vattenbrynsbaggar. Inga underarter finns listade i Catalogue of Life.